# Шехаб, Фуад
Фуа́д Шеха́б (араб. فؤاد شهاب‎; 1902—1973) — ливанский политик, президент Ливана с 1958 по 1964 годы.

## Биография
Выходец из влиятельного клана Шехаб, родился в Бейруте, в 1945 году стал командующим ливанскими вооружёнными силами.
Во время политического кризиса 1952 года в качестве командующего вооружёнными силами запретил армии вмешиваться в беспорядки, которые привели к отставке президента Бишара эль-Хури. После этого Шехаб был назначен исполняющим обязанности президента до демократических президентских выборов. Четыре дня спустя парламент Ливана избрал президентом Камиля Шамуна.
Во время ливанского кризиса 1958 года американские войска смогли быстро взять ситуацию в стране под свой контроль, после чего президент Д. Эйзенхауэр послал в Ливан дипломата Роберта Д. Мёрфи в качестве своего личного представителя. Мёрфи убедил президента Шамуна подать в отставку, а также сыграл значительную роль в выборе Фуада Шехаба на смену Шамуну на посту президента Ливана. Шехаб стал консенсусной фигурой, устроившей основные политические силы, и 23 сентября 1958 года парламентом Ливана был избран президентом. При вступлении в должность Шехаб заявил: «Революция не имеет победителей и проигравших».
В 1960 году, видя, что политическая ситуация в стране стабилизировалась и есть предпосылки для проведения реформ, Шехаб подал в отставку с поста президента, но после настойчивых просьб со стороны членов ливанского парламента остался на посту до конца срока мандата. В 1961 году он подавил попытку государственного переворота, предпринятую со стороны сирийской социальной националистической партии, укреплял органы ливанской разведки и безопасности, тем самым предотвращая дальнейшее иностранное вмешательство во внутренние дела Ливана.
Ф. Шехаб в своей политике умел находить баланс интересов, сохраняя относительную гармонию между христианским и мусульманским населением страны. Принципы его политики — диалог и умеренность в сочетании с государственными реформами — получили в Ливане название «шехабизм». Ф. Шехаб пользовался большим авторитетом в стране, слыл честным и порядочным человеком.
В 1964 году истёк срок президентских полномочий Ф. Шехаба, но многие политики по-прежнему рассматривали его кандидатуру как лучший вариант для обеспечения стабильности и реформ, раздавались предложения изменить конституцию, чтобы дать возможность Ф. Шехабу вновь баллотироваться в президенты (согласно Конституции Ливана, президент не может занимать пост два срока подряд), однако сам Ф. Шехаб отверг эти предложения и выдвинул кандидатуру Шарля Элу, который стал следующим президентом. Впоследствии Ф. Шехаб критически относился к действиям Ш. Элу в отношении присутствия вооружённых палестинских боевиков в Южном Ливане.
В 1970 году многие ожидали, что Ф. Шехаб вновь выдвинет свою кандидатуру на президентских выборах, но он отказался и поддержал кандидатуру И. Саркиса. При голосовании в парламенте И. Саркис проиграл Сулейману Франжье с разницей в один голос, что было расценено политическими кругами Ливана как конец «эпохи шехабизма».
Фуад Шехаб умер в Бейруте в апреле 1973 года, в возрасте 71 года.